# Brockenuhr

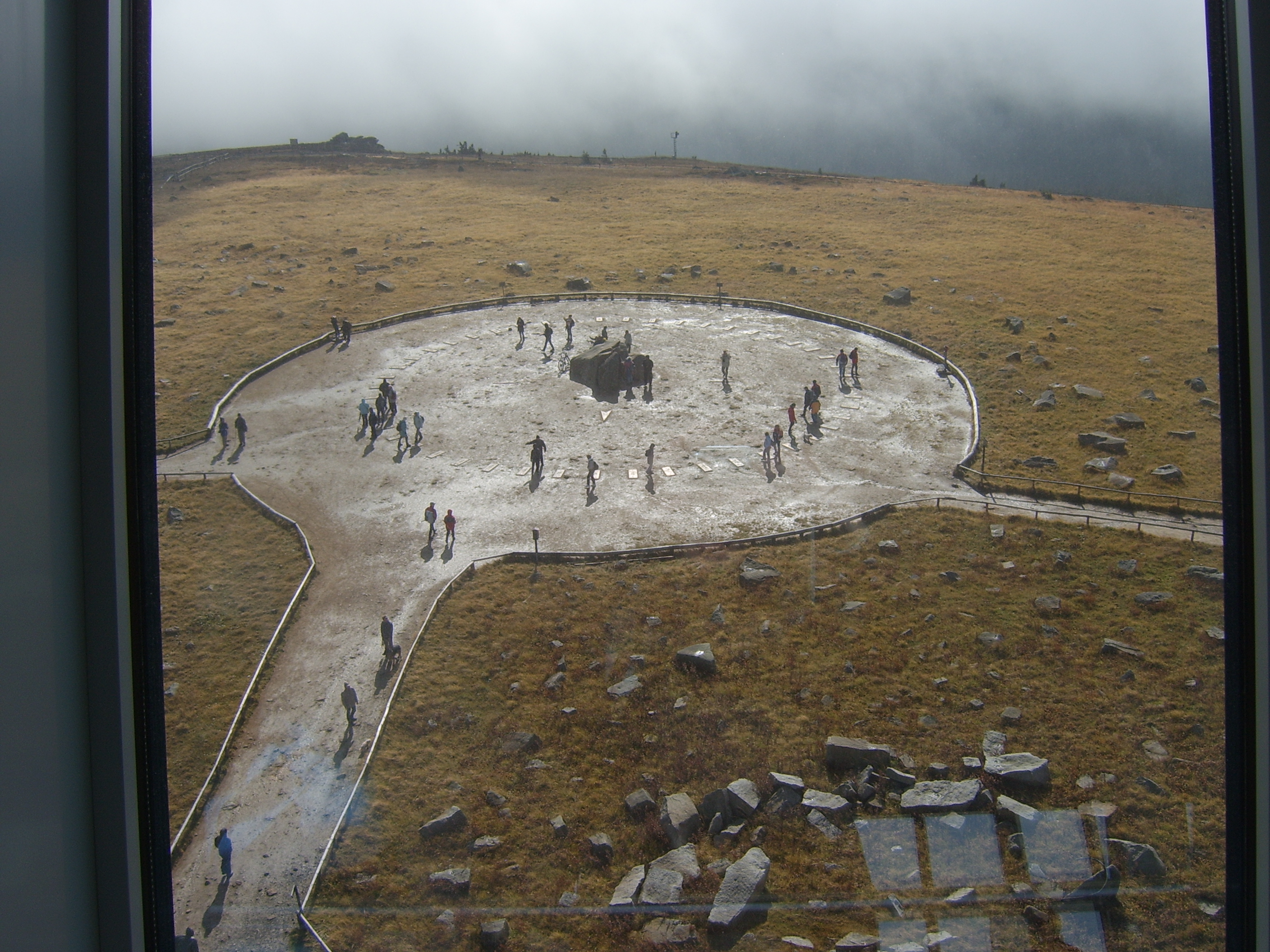
Blick vom Brockenhotel auf die Brockenuhr, 2008

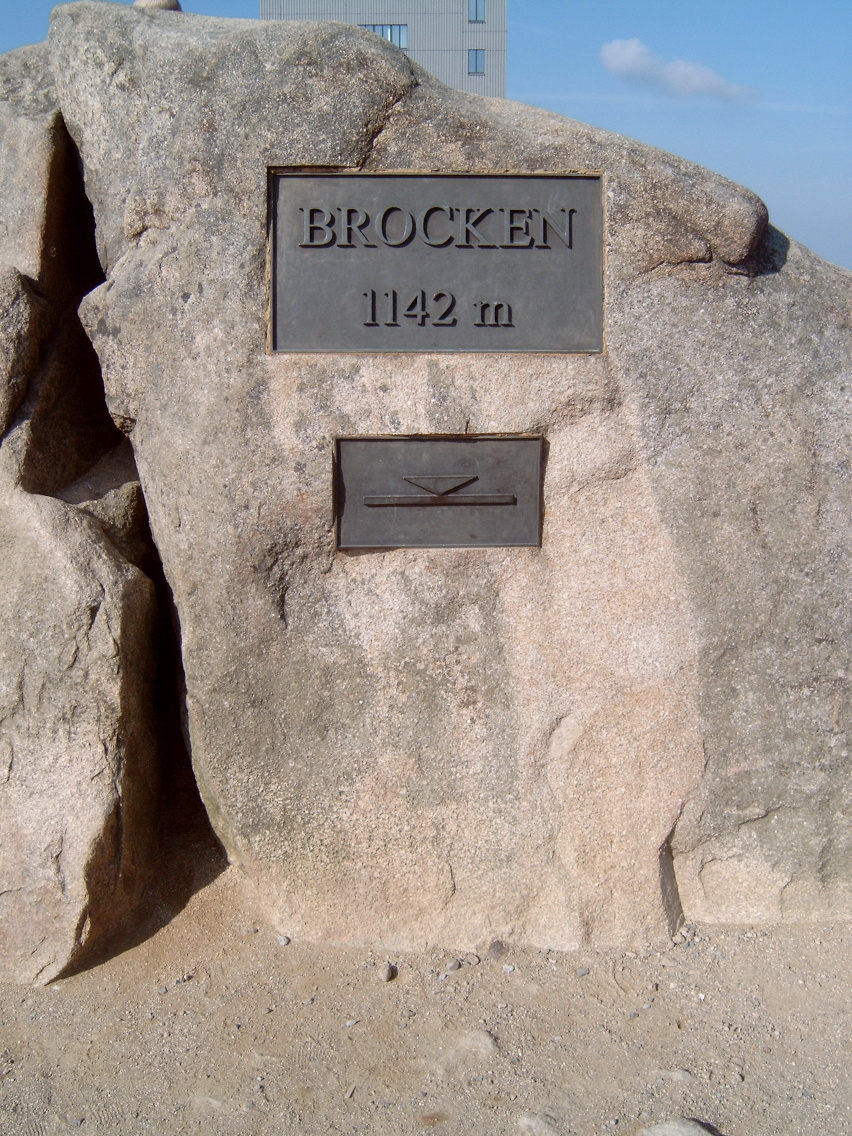
Gipfelstein

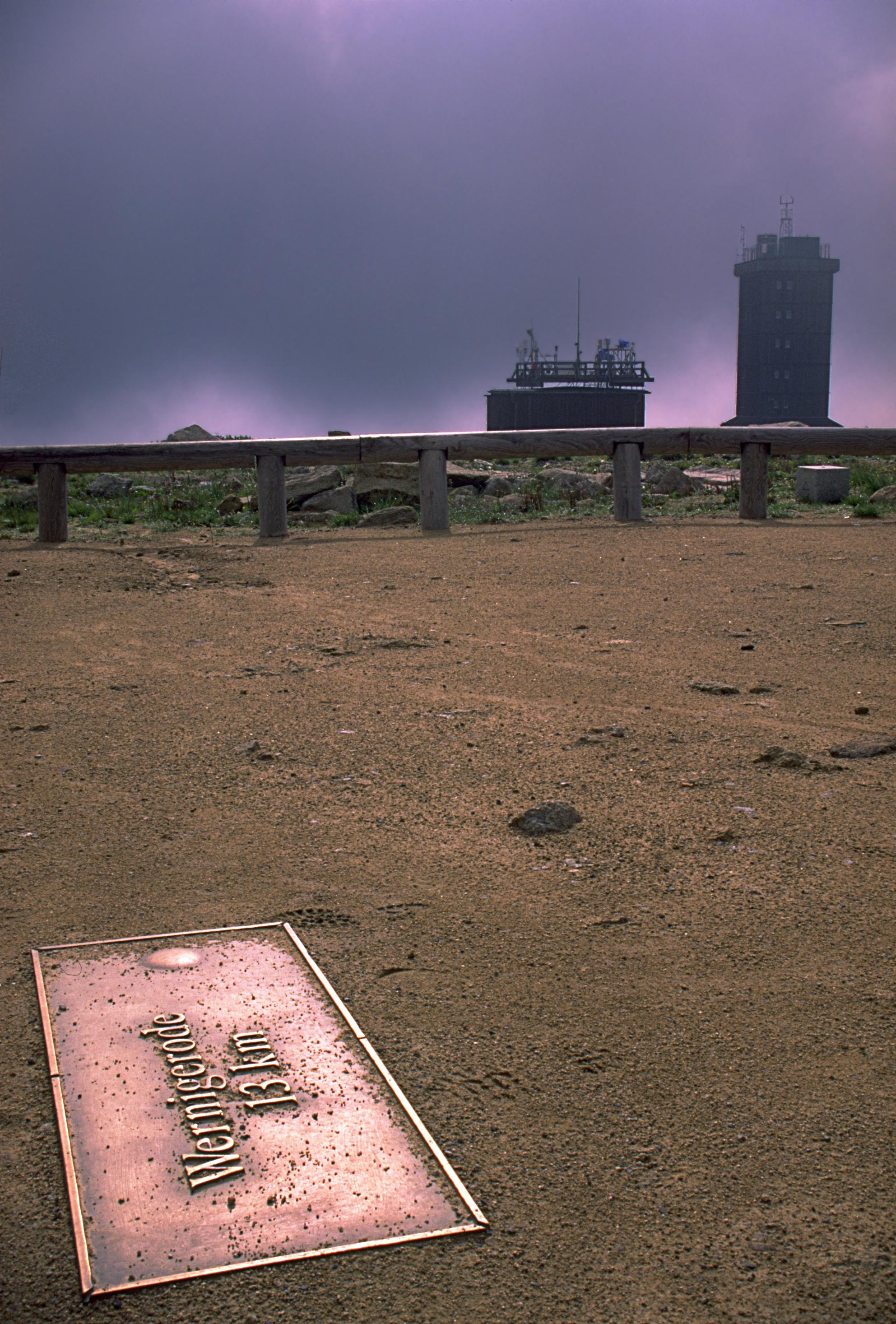
Richtungstafel für Wernigerode

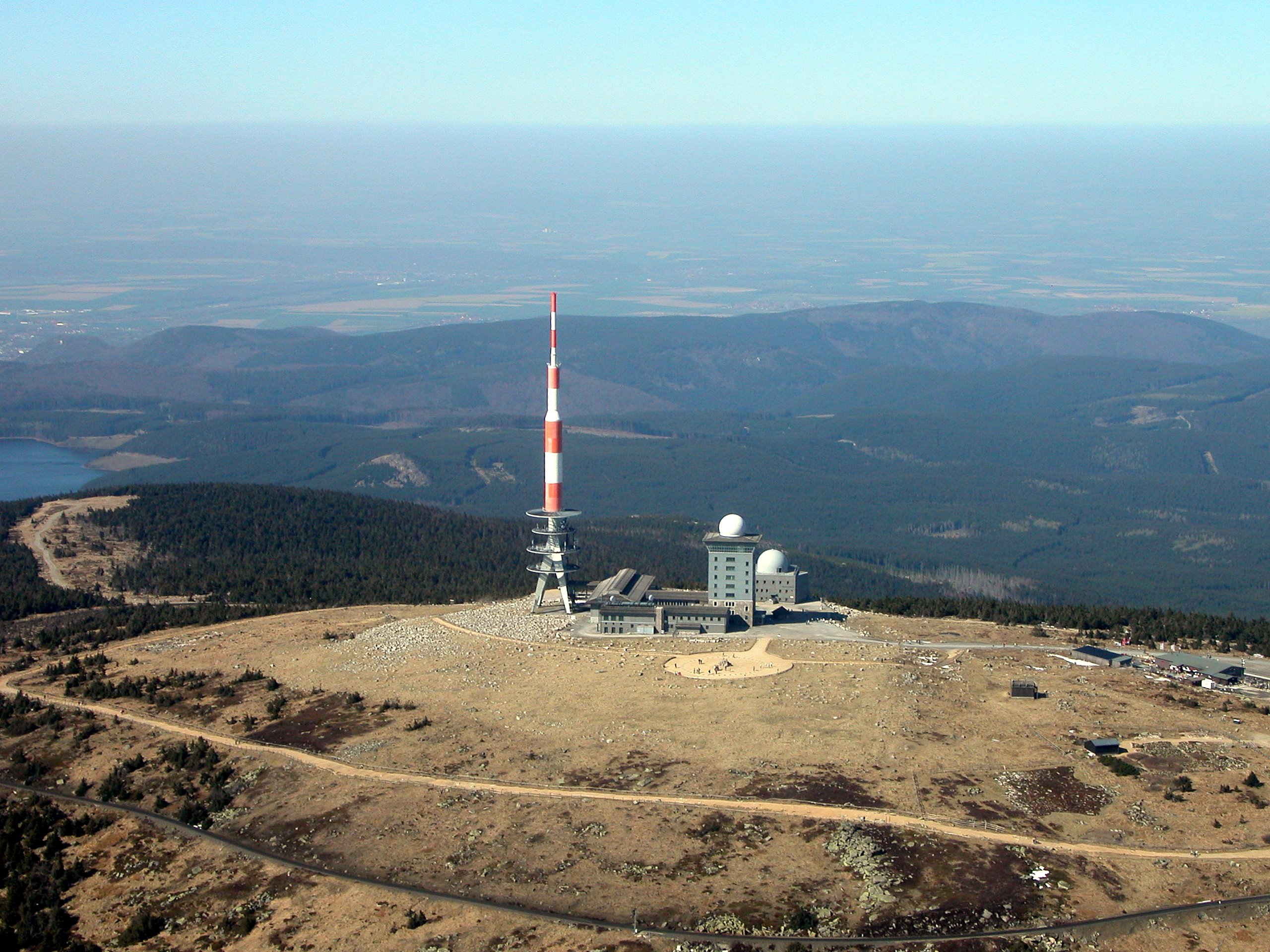
Luftbild vom Brocken mit dem Bereich der Brockenuhr südlich der Brockenherberge

Als Brockenuhr wird die Gestaltung von Richtungsweisern rund um den Gipfelpunkt des Brockens bezeichnet, dem mit 1141,2 m ü. NHN höchsten Berg des deutschen Mittelgebirges Harz. Der Berg liegt nahe Wernigerode im sachsen-anhaltischen Landkreis Harz. Die Anlage wurde als kreisrunde Wegweiser-Windrose mit 30 m Durchmesser ausgeführt. Rund um einen künstlich aufgestellten Zentralfels sind Tafeln mit Namen von Sichtzielen und weit außerhalb des Sichtfeldes liegenden Landschaftspunkten und Ortschaften sowie Entfernungsangaben angeordnet.

## Gestaltung
Auf dem Brockengipfel wurden in die Kreismitte des Wegweisers sechs große Granitsteine gesetzt. Der größte Stein wiegt 19 Tonnen. Er trägt auf einer Bronzetafel die Aufschrift Brocken 1142 m, was auf eine unterhalb der Tafel angebrachte bronzene Höhenmarkierung weist. Der Kreis mit 30 m Durchmesser besteht aus 48 jeweils 0,5 mal 1,5 m großen, in gleichmäßigem Abstand in den Boden eingelassenen Bronzetafeln. Die Tafeln weisen jeweils einen Namen und eine Entfernung auf; die Positionierung der Tafeln zeigt die Richtung, in der sich das benannte Ziel befindet.
Im Uhrzeigersinn sind folgende Tafeln mit Entfernungen in Kilometern (km) angeordnet:
- Oslo 840 km (Norden)
- Elm 45 km
- Großer Fallstein 25 km
- Helmstedt 55 km
- Ilsenburg 8 km
- Stendal 124 km
- Helsinki 1299 km (Nordosten)
- Huysburg 32 km
- Magdeburg 79 km
- Berlin 205 km
- Halberstadt 32 km
- Wernigerode 13 km
- Warschau 715 km (Osten)
- Quedlinburg 36 km
- Petersberg 95 km
- Halle (Saale) 100 km
- Leipzig 132 km
- Wien 570 km
- Josephskreuz 36 km (Südosten)
- Kyffhäuser 55 km
- Weimar 104 km
- Nordhausen 36 km
- Erfurt 96 km
- Rom 1119 km
- Wurmberg 3 km (Süden)
- Inselsberg 106 km
- Wartburg 95 km
- Wasserkuppe 152 km
- Bad Lauterberg 21 km
- Vogelsberg 172 km
- Hoher Meißner 85 km (Südwesten)
- Madrid 1673 km
- Hoher Hagen 68 km
- Kahler Asten 163 km
- Brüssel 450 km
- Solling 64 km
- Torfhaus 6 km (Westen)
- London 747 km
- Teutoburger Wald 135 km
- Süntel 94 km
- Deister 91 km
- Goslar 18 km
- Hannover 87 km (Nordwesten)
- Bremen 188 km
- Helgoland 323 km
- Bad Harzburg 8 km
- Hamburg 199 km
- Braunschweig 52 km

Die genauen Winkelrichtungen der Windrose werden durch Punkte am äußeren Ende der Tafeln gezeigt. Bei zweien der Ziele, dem Inselsberg und dem Hohen Hagen, sind statt der Punkte pfeilartige Dreiecke aufgebracht. Aus diesen beiden Bergen und dem Brocken bestand das größte Vermessungsdreieck bei der von Carl Friedrich Gauß von 1821 bis 1825 durch Triangulation durchgeführten Gaußschen Landesaufnahme. Eine auf dem Brocken angebrachte Gedenktafel erinnert hieran.

## Geschichte

### Frühere kartografische „Brockenuhren“

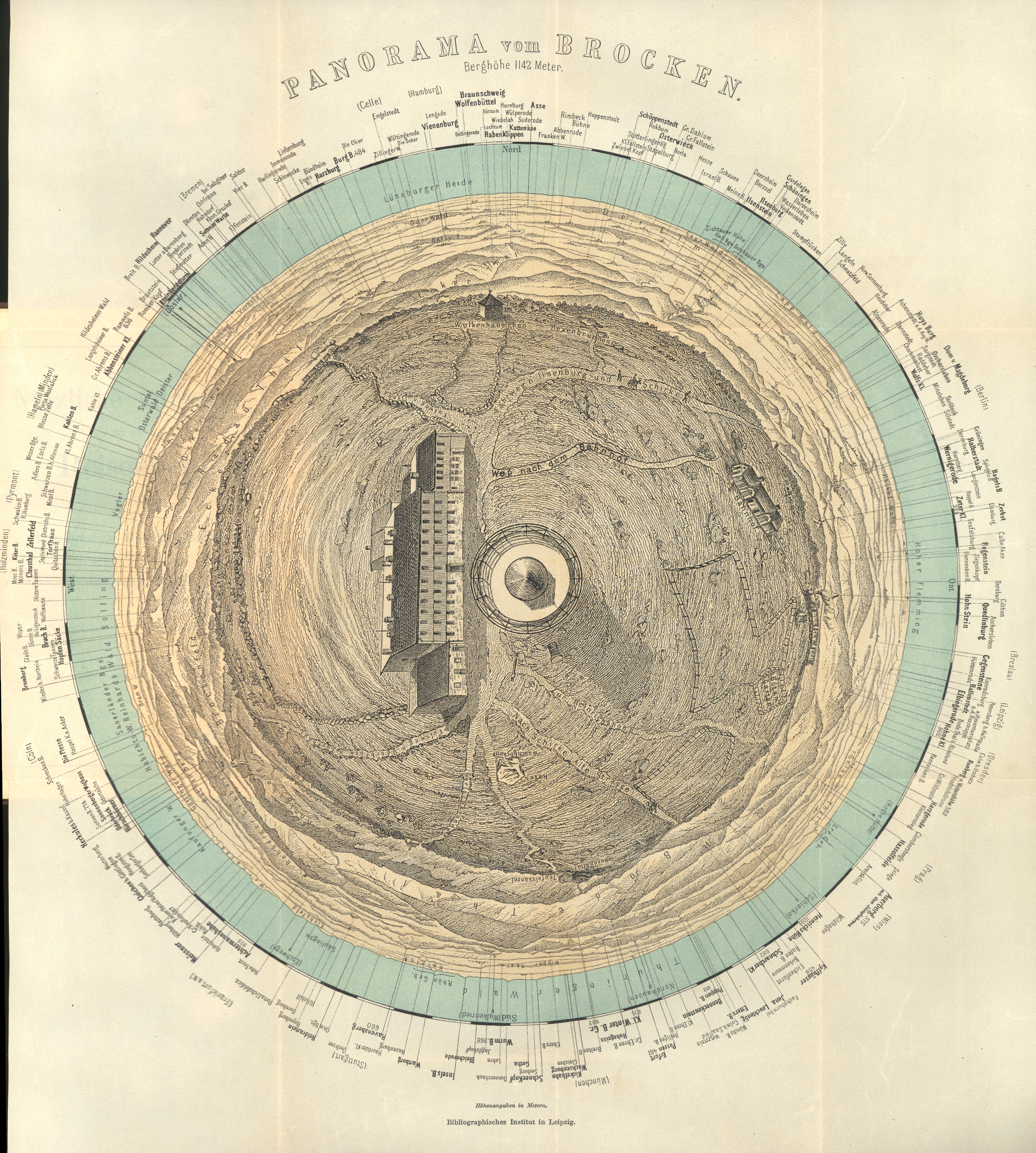
Brockenuhr, 1912

Eine der heutigen Brockenuhr ähnliche kartografische Version entstand bereits 1835, als der damalige Brockenwirt Eduard Nehse eine Lithographie des Brocken veröffentlichte, auf der schon eine „Brockenuhr“ mit Angaben zu Sichtzielen und weit außerhalb des Sichtfeldes liegenden Landschaftspunkten und Ortschaften abgebildet war. Die vom Brockenwirt vertriebenen Karten wurden als „Brockenuhren“ bekannt. Die Entfernungen wurden noch mit geographischen Meilen angegeben. Um 1880 wurde die sogenannte „Stoll’sche Brockenuhr“ veröffentlicht, die die Darstellung Nehses ergänzte und die Angaben in Kilometern beschrieb.

### Höhenmessungen und derzeitige Gestaltung
Nach der Wiederermöglichung des allgemeinen Zugangs zum Brockenplateau im Jahr 1989, dem Rückzug der GUS-Truppen, dem Rückbau der Militärbauten und der Renaturierung des Gipfels war auch eine Neugestaltung des Gipfelpunkts erforderlich, wobei die exakte Höhe des Brocken als höchstem Harzberg eine Rolle spielte. Eine Neuvermessung ergab 1140,8 m Höhe. Dies war für die Öffentlichkeit überraschend. Während sich in älteren Kartenwerken zwar Höhenangaben von 1140 m fanden, war zumindest ab den 1940er Jahren die Höhe jeweils mit 1142 m angegeben und so auch gelehrt worden. Zwar hatte eine Vermessung im Auftrag des preußischen Generalstabs im Jahr 1849 die Höhe des Brocken schon mit 1140,091 m angegeben, es gab jedoch eine weitere preußische Messung, die 1142,273 m angab. Diese Messung bezog sich auf die Spitze eines Steinpfeilers, der sich inmitten eines Klippenhaufens am Brockengipfel befand. Die Klippen waren vermutlich schon im 19. Jahrhundert für Erweiterungsbauten der Brockenhäuser entfernt worden. Zumindest waren weder Klippen noch Pfeiler nach Abzug der GUS-Truppen vorhanden. Anlässlich eines Treffens der Innenminister von Sachsen-Anhalt, Thüringen und Niedersachsen wurde politisch entschieden, dass die bekannte Höhe von 1142 m im Zuge der Gestaltung des Gipfelplateaus hergestellt werden solle. Umgesetzt werden sollte dies durch Aufstellung von Granitsteinen.
Zur Gestaltung wurden mehrere Varianten diskutiert. Wanderführer des Harzklubs sprachen sich für die Aufstellung eines großen Granitblocks aus. Es standen Steine mit einem Gewicht von 50 bis 70 Tonnen zur Auswahl. Da aber ein Transport über die nur für 15 Tonnen zugelassene Brockenstraße nicht möglich und ein Anflug per Hubschrauber zu teuer war, kam es nicht zur Umsetzung. Man entschied sich daher für die Aufstellung mehrerer kleiner Steine.

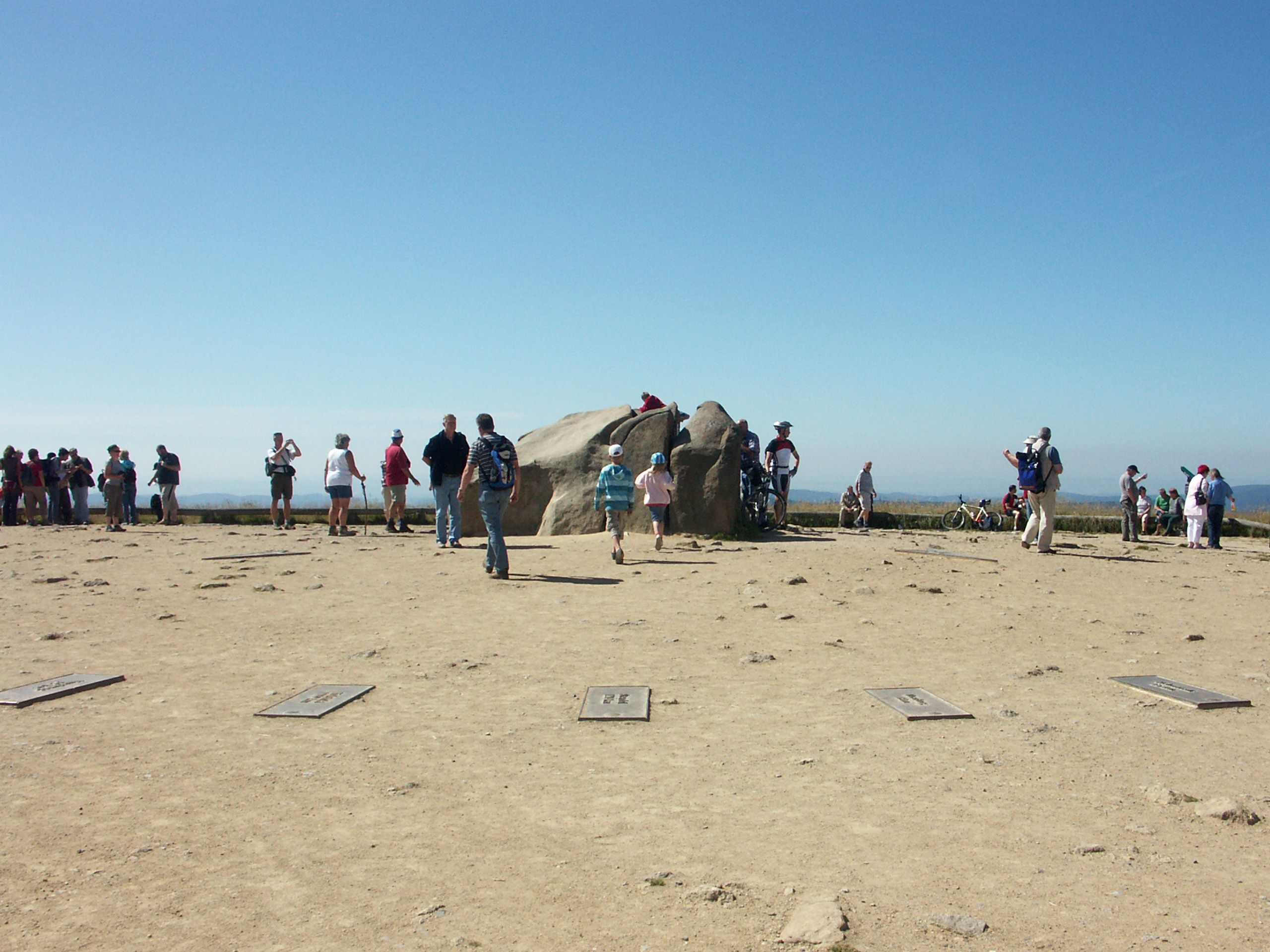
An der Brockenuhr
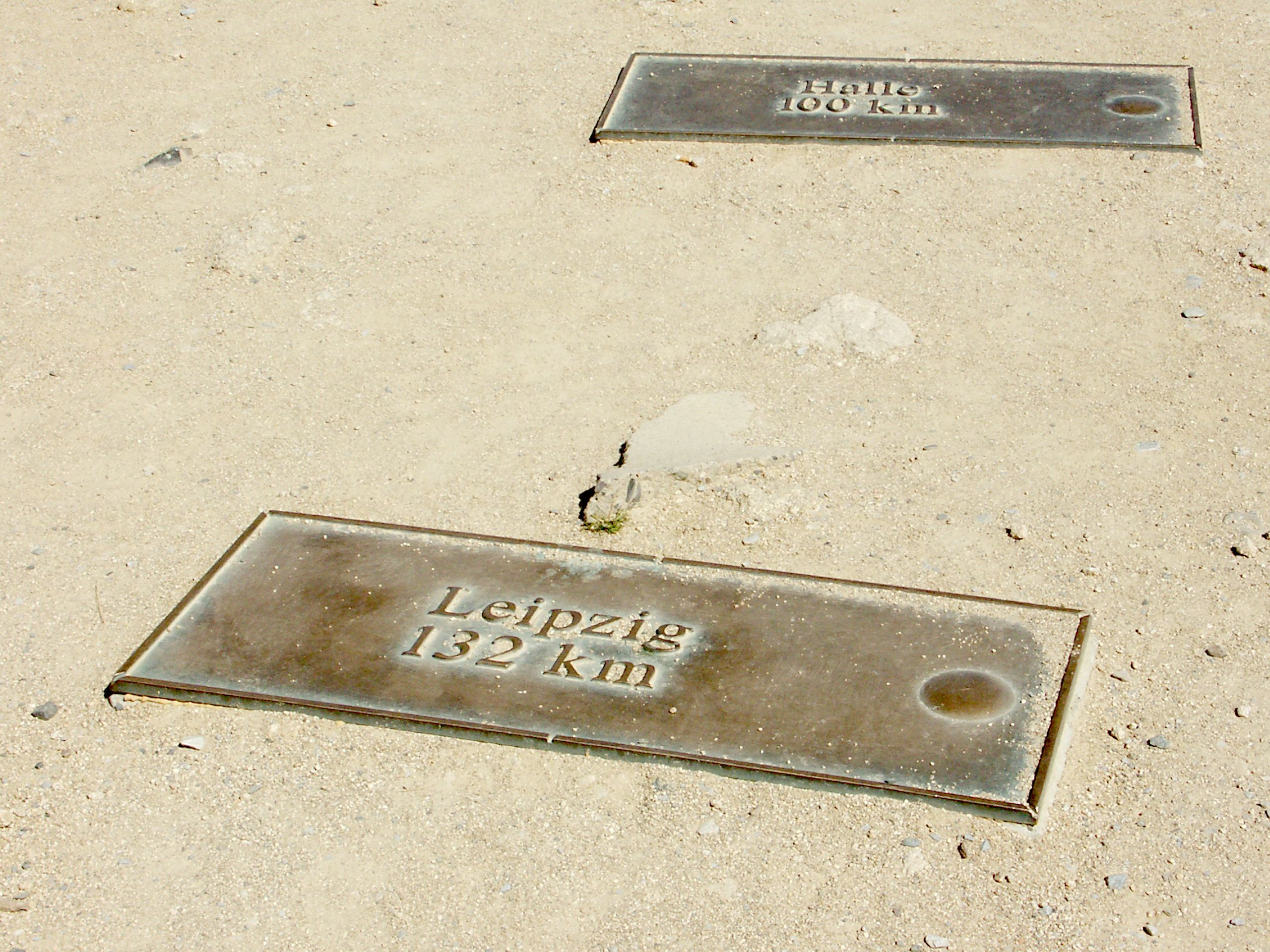
Zwei Anzeigetafeln

Die Granitsteine wurden vom Rand der Hermannschaussee geholt, eines nördlich des Brockens bei der Stempelsbuche verlaufenden Wald- und Wanderweges, und von einem Kran am 26. August 1997 auf dem Berggipfel aufgestellt. Die Einweihung erfolgte am 3. Oktober 1997 und stellte zugleich den Abschluss der Renaturierungsarbeiten des Gipfelpunktes dar. Ideen, die Steine mit Skulpturen tanzender Teufel oder Hexen zu versehen, wurden verworfen. Die aufgestellten Granitblöcke überragen allerdings 1142 m Höhe. Diese Höhe wird daher mit einer Markierung angezeigt. In neueren Höhenangaben für den Brocken wird jedoch nicht mehr 1142 m, sondern die in neueren Messungen ermittelte Höhe von 1141,2 m angegeben.
Die Auswahl der auf der Brockenuhr angegebenen Ziele orientiert sich grundsätzlich an den Brockenuhren von Nehse und Stoll. Aus den fast 200 Angaben der Stoll’schen Brockenuhr wurden 48 ausgewählt. Bei der Gestaltung der Brockenuhr wirkten insbesondere Gunter Karste von der Verwaltung des Nationalparks Hochharz, Benno Schmidt vom Harzklub Wernigerode und Roman Warnicke vom Harzklub in Schierke mit.